# Apicultura în județul Vâlcea
În județul Vâlcea există aproximativ 2.000 de apicultori și aproximativ 60.000 de familii de albine, conform declarațiilor inginerului Petre Moraru, președintele Asociației Crescătorilor  de Albine, filiala Vâlcea.